# Índice biológico global normalizado
El Índice Biológico Global Normalizado o IBGN es un método utilizado en ecología para determinar la calidad biológica de un río. El método utiliza la determinación de los macro-invertebrados de agua dulce. El índice, un valor de 0 a 20, se basa en la presencia o ausencia de algunos taxones bioindicadores sensibles a la contaminación, tales como plecópteros, o bien resistentes a la contaminación. Más en general, cualquier cambio en la composición de las comunidades  que viven en un medio acuático, no es sólo prueba de una perturbación, sino que también es característica de una contaminación. 

El interés esencial de la utilización del IBGN es que permite caracterizar la perturbación de un medio (agua) en sus efectos y no sus causas. Por ejemplo, es la única manera de probar la contaminación ocurrida (disminución del número de individuos o la desaparición de ciertas especies de insectos), lo que no permite un análisis físico-químico del agua.
La evaluación de la calidad del medio ambiente se basa en el análisis de algunas poblaciones de macroinvertebrados bentónicos (ligados al sustrato). La lista de los organismos seleccionados para el cálculo del IBGN contiene 138 taxones. La unidad seleccionada es la familia taxonómica, con la excepción de unos pocos grupos de los cuales son el filo y  la clase. Entre los 138 taxones, 38 de ellos constituyen 9 grupos de indicadores.
Los resultados oscilan entre 0 (muy mala calidad biológica) a 20 (muy buena calidad biológica). El método está normalizado, se puede utilizar para comparar dos sitios (o más) entre ellos si se aplica correctamente en cada sitio, o para evaluar los cambios en el tiempo de los indicadores de la calidad de agua en un solo sitio.